# Age of Empires (joc video)
Age of Empires (prescurtat de obicei ca AoE) este un joc video de strategie în timp real cu temă istorică care a fost lansat în 1997. Dezvoltat de Ensemble Studios și publicat de Microsoft, jocul folosește motorul grafic 2D Genie. Jucătorul poate evolua de-a lungul a patru epoci istorice, epoca de piatră, cea neolitică, epoca bronzului și a fierului, având acces la unități și clădiri noi.
Inițial catalogat ca fiind un fel de  Civilization care s-a întâlnit cu Warcraft, unii critici au considerat că jocul a fost sub așteptările lor. În ciuda acestora, jocul a primit recenzii în general pozitive, având și un pachet de expansiune numit Age of Empires: The Rise of Rome care a fost lansat în 1998. Cele două versiuni au fost lansate mai târziu ca o Ediție de Aur (Gold Edition).

## Campania
Campania cuprinde mai multe parți: Egiptul Antic, Babilonul, Grecia și dinastia Yamato. Începe în anul 8000 î.Hr. și se sfârșește în epoca elenistică.

## Mod de joc
În Age of Empire, jucătorul controlează inițial un trib ce va fi folosit la formarea unei așezări. Construirea unei cetăți antice începe cu turnul central, apoi continuă prin case, ferme, grânare, barăci și de clădiri militare, porturi și temple. Armata este alcătuită din diverse unități: arcași, călăreți, infanteriști, hopliți, săbieri, elefanți, catapulte, baliste, nave: trieme etc. Arhitectura clădirilor este fie grecească, babiloniană, fie egipteană și chinezească. Jocul se desfășoară de-a lungul a patru epoci: epoca pietrei (Stone Age), epoca uneltelor (Tools Age), epoca bronzului (Bronze Age) și epoca fierului (Iron Age).
În joc există mai multe civilizați din zone geografice și culturi diferite:
- Civilizații Mediteraneene (greci, minoici, fenicieni);
- Civilizații din Orientul Apropiat (hitiți, sumerieni, asirieni);
- Civilizații din Orientul Mijlociu (babilonieni, perși, egipteni);
- Civilizații din Orientul Îndepărtat (chinezi, japonezi, coreeni);

La sfârșit, jucătorul poate construi o minune, după cum urmează:
- civilizațiile din zona Mediteranei: Colosul din Rodos;
- civilizațiile din Orientul Apropiat: Zigguratul din Ur;
- civilizațiile din Orientul Mijlociu: Marea Piramidă din Giza;
- civilizațiile din Orientul Îndepărtat: Pagodă;

Jocul se poate juca în modul skirmish-random map, single-player sau multiplayer.